# Ludwig von Frankreich (1264–1276)
Ludwig (franz.: Louis de France; * 1264; † Mai 1276 im Schloss Vincennes) war ein Prinz aus dem Herrschergeschlecht der Kapetinger sowie ein Thronfolger von Frankreich.
Ludwig war der älteste Sohn des französischen Königs Philipp III. dem Tapferen und dessen erster Ehefrau Isabella von Aragón und damit seit dem August 1270 der designierte Erbe auf den französischen Thron. Er starb allerdings 1276 im Alter von zwölf Jahren auf dem Schloss von Vincennes, bestattet wurde er in der Abtei von Saint-Denis. Neuer Thronfolger wurde sein jüngerer Bruder Philipp der Schöne.
Zwei Jahre nach seinem Tod stürzte darüber der einflussreiche königliche Kämmerer Pierre de la Brosse, welcher die Königin Maria von Brabant des Giftmords an ihrem Stiefsohn Ludwig beschuldigt hatte. Dieser Verdacht fiel allerdings auf de la Brosse zurück, wofür er gehängt wurde. Die tatsächlichen Umstände zum Tod des Prinzen Ludwig bleiben letztlich ungeklärt.

## Quelle
- Guillaume de Nangis, Gesta Philippi Regis Franciæ, hrsg. von M. Daunou im Recueil des Historiens des Gaules et de la France (RHGF), Bd. XX (Paris, 1840), S. 503, 510–512

## Weblink
- Ludwig von Frankreich bei genealogie-mittelalter.de

| Personendaten    | Personendaten                                                                                       |
| ---------------- | --------------------------------------------------------------------------------------------------- |
| NAME             | Ludwig von Frankreich                                                                               |
| ALTERNATIVNAMEN  | Louis de France                                                                                     |
| KURZBESCHREIBUNG | Sohn des Königs Philipp III. von Frankreich und der Isabella von Aragón, Thronfolger von Frankreich |
| GEBURTSDATUM     | 1264                                                                                                |
| STERBEDATUM      | Mai 1276                                                                                            |
| STERBEORT        | Vincennes                                                                                           |